# Gadomus pepperi
Gadomus pepperi es una especie de pez de la familia Macrouridae en el orden de los Gadiformes.

## Morfología
• Los machos pueden llegar alcanzar los 38 cm de longitud total.

## Hábitat
Es un pez de aguas profundas que vive entre 817-1.500 m de profundidad.

## Distribución geográfica
Se encuentra al sur de Australia (entre Australia Occidental y Nueva Gales del Sur y Queensland ).